# Rabštejnská Lhota
Rabštejnská Lhota är en ort i Tjeckien. Den ligger i regionen Pardubice, i den centrala delen av landet, 100 km öster om huvudstaden Prag. Rabštejnská Lhota ligger 307 meter över havet och antalet invånare är 633.
Terrängen runt Rabštejnská Lhota är platt åt nordost, men åt sydväst är den kuperad. Runt Rabštejnská Lhota är det ganska tätbefolkat, med 72 invånare per kvadratkilometer. Närmaste större samhälle är Pardubice, 13,9 km norr om Rabštejnská Lhota. Omgivningarna runt Rabštejnská Lhota är en mosaik av jordbruksmark och naturlig växtlighet.